# Sint-Victorkerk (Dülmen)
De Sint-Victorkerk is de oudste kerk van de stad Dülmen in de Duitse deelstaat Noordrijn-Westfalen. Het godshuis bevindt zich binnen de voormalige stadsmuren van Dülmen, waarvan onder andere de Lüdinghauser Poort resteert.

## Geschiedenis

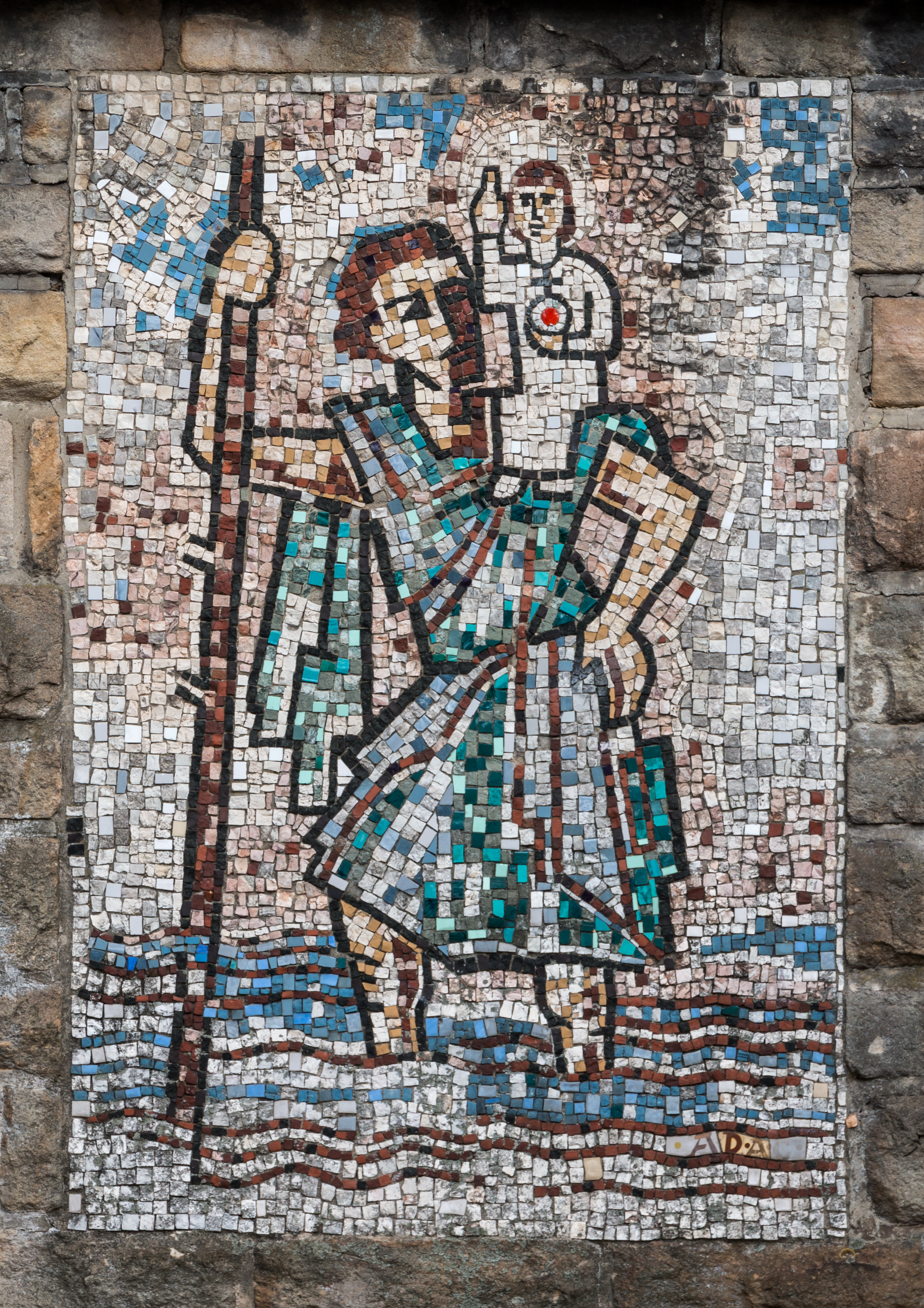
Mozaïek van Sint-Christoffel bij de ingang van de kerk

De geschiedenis van de kerk gaat terug naar het jaar 780 toen de abt Bernrad of de apostel Liudger een kerk oprichtte bij het Saksische hof Dulmenni. Een eerste stenen kerk werd in 1074 gewijd aan de heilige Victor ter vervanging van de oude houten kerk. Het gebouw werd herhaaldelijk verwoest, weer opgebouwd en later vernieuwd of verbouwd. Steeds weer werd de kerk met de oriëntatie op het oosten gebouwd.  
Nadat Dülmen stadsrechten verkreeg in 1311 stichtte bisschop Lodewijk van Hessen een kanunnikenstift bij de parochiekerk, dat in 1811 werd opgeheven. De kerk werd in de jaren 1351-1443 vergroot tot hallenkerk door de aanbouw van zijschepen. Tevens werd een in 1858 afgebroken doksaal gebouwd. Rond het jaar 1500 werd met de bouw van het gotische koor begonnen. De nieuwbouw van de toren werd in 1601 voltooid.
Kort voor het einde van de Tweede Wereldoorlog werd de stad Dülmen voor 90% verwoest. Bij het oorlogsgeweld op 21 en 22 maart 1945 werd ook de Victorkerk geheel vernietigd. De kerk werd weer opgebouwd, maar alleen het koor kreeg de oude gewelven weer, terwijl het kerkschip door een staalconstructie werd overspannen. De herbouw werd in 1958 afgesloten met het terugplaatsen van de in vereenvoudigde vorm uitgevoerde torenspits.

## Interieur
Bezienswaardig in de kerk zijn onder andere:
- het houten triomfkruis boven het altaar dat uit de 2e helft van de 15e eeuw stamt:
- een laatromaans 13e-eeuws doopvont;
- een zich aan de noordelijke muur van het koor bevindend sacramentshuis uit de eerste helft van de 15e eeuw;
- een zogenaamde passiezuil van vier meter hoog in het middenschip uit het jaar 1460;
- een 15e-eeuwse piëta.
- het zogenaamde Martinusraam in de toren herdenkt de hulpactie van de Sint-Martinuskerk in het Zwitserse Baar, die na de oorlog op gang kwam ten behoeve van de door oorlogsgeweld getroffen Victorparochie. Het raam toont een brandende Victorkerk, de Martinuskerk in Baar, het stadswapen van Dülmen en het wapen van Zwitserland[2].